# Одесская национальная научная библиотека
Одесская национальная научная библиотека — первая публичная библиотека Украины, открытие которой положило начало основанию публичных библиотек в краевых и губернских городах России и Украины. В настоящее время это мощное культурное, просветительское, научно-информационное учреждение национального и мирового значения, осуществляет функции научно-исследовательского, методического и координационного центра по вопросам библиотековедения, библиографоведения, документоведения.

## История
Библиотека берет свое начало с 1829 года. После введения режима порто-франко, Одесса стала мощным центром внешней торговли. Началось работа Черноморского пароходства. Активно работали более 20 учебных заведений, открыт театр на 800 мест, основано Императорское общество сельского хозяйства и Одесский городской музей древностей. В городе работало несколько типографий, основана газета «Одесский вестник» (1827). Все эти события предшествовали основанию первой публичной библиотеки.
Благодаря инициативе общественных деятелей, ученых и политиков, которую задекларировал редактор газеты «Одесский вестник» Алексей Ираклиевич Лёвшин, и при поддержке генерал-губернатора края графа М. С. Воронцова,13 (25) сентября 1829 года в Одессе было основано городскую публичную библиотеку. По представлению графа Воронцова император Николай I издал приказ, который позволил основать в Одессе городскую публичную библиотеку. Это была вторая в Российской империи (после императорской в Санкт-Петербурге) и первая в Украине публичная библиотека.
Поскольку в Одессе в конце 1829 года вспыхнула эпидемия чумы, открытие библиотеки состоялось 15(27) апреля 1830 года. К этому времени собрание насчитывало уже 5 тысяч книг.
Граф М. С. Воронцов принес в дар библиотеке «собрание дорогих редких произведений». Это были 600 томов французских классиков в роскошном издании Фирмена Дидо. Примеру губернатора последовали богатые одесситы, и количество книг в библиотеке начало быстро увеличиваться. Из собраний литературы, которую в разные годы было пожертвовано библиотеке частными лицами, особую ценность составляли такие коллекции: графа. М. Толстого (более 40 000 изданий), Г. Г. Маразли (10 000 томов), коллекция техники профессора. И. Тимонова (1 085 книг и брошюр), по экономике и юридическим наукам — А. А. Борзенко (851 изд.), библиотека археолога П. А. Бурачкова (3 176 томов) и др. Также в фонде присутствуют иностранные жертвования: так, ещё с 50-х годов XIX века. в отчетах библиотеки фигурируют Смитсонианский университет (Вашингтон), университеты — Парижский, Пражский, Пекинский, Гарвардский, библиотека Британского музея, Парижская национальная библиотека, библиотека Конгресса в Вашингтоне.
В связи с постоянным расширением фонда, библиотека переезжала несколько раз, в 1883 году для Библиотеки и музея Общества истории и древностей было построено, в основном, на средства городского головы Григория Григорьевича Маразли, отдельное здание (в настоящее время в ней размещается Археологический музей). А в 1907 году библиотека ещё раз отпраздновала новоселье — переехала в специально построенное для неё здание — один из лучших образцов библиотечной архитектуры в стране, возведенное архитектором Федором Нестурхом в 1904—1906.
С 1979 года библиотека находится под охраной государства как памятник архитектуры. В 1922 году, благодаря внесению библиотеки в перечень ведущих библиотечных учреждений страны, библиотека стала получать обязательный экземпляр отечественных изданий. Это послужило полноте формирования фонда библиотеки и стало главным источником комплектации новыми изданиями по всем отраслям знаний, вышедшие на территории Украины. Сегодня фонд библиотеки насчитывает свыше 5,4 млн документов, которые являются неотъемлемой частью культурного наследия украинского народа.
В 1964 году по решению коллегии Министерства культуры УССР библиотека становится зональным организационно-методическим, научно-библиографическим и информационным центром Юга Украины. Она является координационным научно-методическим и информационным центром в Украине по вопросам пропаганды естественно-научных и экологических знаний, а также по вопросам религиоведения.
В 1975 году Постановлением Совета Министров УССР на библиотеку возложены функции областного универсального депозитария Юга Украины.
В сентябре 2009 года указом Президента Украины библиотеке присвоен статус национального учреждения.
В 2015 году Одесская национальная Ордена Дружбы народов научная библиотека им. М.Горького переименована в Одесскую национальную научную библиотеку.
В 2018—2019 гг при содействии Украинского культурного фонда реализовано два инновационных проекта: «Старинная гравюра — культурное наследие Украины», где впервые представлена коллекция уникальных гравюр мастеров из Англии, Италии, Нидерландов, Германии, Украины, Франции XVI—XIX вв., которые хранятся в фонде ОННБ, обеспечен удаленный доступ к ним, и «Сокровища Украины: цифровая коллекция книжных памятников в фонде Одесской национальной научной библиотеки», который обеспечивает удаленный доступ к ценнейшим редким книжным памятникам из фондов ОННБ, которые подлежат занесению в Государственный реестр национального культурного достояния.

## Фонды
Фонд Одесской национальной научной библиотеки — универсальный, насчитывает более 5,4 млн документов на украинском, русском, английском, французском, немецком, польском, чешском и других языках, в том числе более 200 тысяч рукописей, старопечатных книг, редких и ценных изданий. Особой гордостью библиотеки является отдел редких изданий и рукописей, созданный в 1921 году. Первая его заведующая — Александра Николаевна Тюнеева (1888—1984), известный книговед и библиофил, создала в библиотеке первый музей книги в Украине. Фонд отдела насчитывает около 40 тыс. раритетов и является национальным достоянием народа Украины. Здесь хранятся древнейшие памятники славянской письменности XI века. Среди них легендарные Хиландарские и Охридские листы, найденные в XIX веке. известным ученым В. И. Григорьевичем на Афоне (Греция), 52 инкунабулы и 155 палеотипов, коллекция кириллических старопечатных книг, среди которых «Острожская Библия» (1581), напечатанная Иваном Федоровым, издания Львовского братства, Киево-Печерской лавры и др.
Значительную историко-культурную ценность имеют редкие документы, освещающие развитие украинской истории, культуры, литературы. Прежде всего, это рукопись 18 века казацкой старшины, первые и прижизненные издания классиков украинской литературы: «Энеида» И. Котляревского, «Кобзарь» и «Гайдамаки» Т. Шевченко, произведения Н. Гоголя, Г. Квитки-Основьяненко, I. Нечуя-Левицкого, И. Франко, Леси Украинки и других.

## Награды
- Орден Дружбы народов (1979 год)[6]